# Meet Me Outside
Meet Me Outside (с англ. — «Подожди меня снаружи») — песня, написанная и исполненная американским музыкантом, автором и композитором Грейсоном Ченсом. Песня вышла в качестве сингла 30 августа 2024 года. Предполагается, что это будет альбомный сингл. Альбом по словам Ченса уже записан и готов к выходу, однако ни названия альбома, ни точная дата его релиза на момент выхода этого сингла не были известны.

## История
Песня была написана Ченсом в соавторстве с американским автором песен Джеймсом Дроллом (англ. James Droll) и австралийским продюсером Пи Джей Хардингом (англ. P.J. Harding). Хардинг также спродюсировал эту песню.
В посте в социальной сети «Instagram» Ченс объяснил, что эта баллада была вдохновлена «отношениями, в которых я знал, что [совместного] будущего [у нас] не будет, но я всё равно оставался. Это довольно грустно, но именно для этого и существует музыка».
Итак, „Meet Me Outside“ — это не об одних конкретных отношениях, а о нескольких. Это об отношениях, в которых я знал, что будущего не будет. Но я всё равно оставался. И лучше всего я мог бы описать это то, как это действительно трудно открыть дверь, чтобы уйти, когда ты знаешь, что она так легко закроется за тобой. Поэтому в тот момент ты делаешь то, что проще в данный момент, что контрпродуктивно, и остаешься. Ты не уходишь. Такими были многие мои отношения и мою юность, и в мои поздние подростковые годы. И вот откуда я черпал вдохновение для этой песни, и да, это довольно грустно, но именно для этого и существует музыка. Песня выходит в пятницу, и я не могу дождаться, когда вы её услышите.
Оригинальный текст (англ.)
So „Meet Me Outside“ is not about one relationship in particular but about several. It’s about relationships where I knew that there was going to be no future. But I still stayed. And the best was that I could describe that is like it’s really hard to open a door to leave when you know that it’s just going to be shut so easily behind you. So in the moment you do the easier thing at the time which is counterproductive and you stay. You don’t leave. And that was so many of my relationships and my adolescence in my late teenage years. And so that’s where I took the inspiration from for this song and yeah it’s rather sad but that’s what music is here for and the song comes out on Friday and I can’t wait for you to hear.
На сингл не был выпущен официальный видеоклип. Однако, вышел официальный акустический видеоклип: Ченс исполнил песню за роялем у себя дома в Оклахома-Сити, штат Оклахома. Режиссёром видеозаписи выступила американская фотохудожница Бриттани Филлипс (англ. Brittany Phillips), Ченс стал вторым режиссёром. Он же смонтировал видео.

## Отзывы критиков
- Обозреватель портала «Queerty» Карсон Млнарик отмечает, что 27-летний певец берёт «небесно высокие ноты» исполняя эту «эмоциональную пеню… об обречённом романе с мужчиной, неспособным взять на себя обязательства или смириться со своей сексуальностью». При прослушивании трека Млнарик советует запастись бумажными салфетками [чтобы вытирать слезы][1].
- Индонезийский музыкальный портал «Creative Disk» предупреждает: «при прослушивании этой песни у вас может разбиться сердце». Отмечается, что сингл является личным рассказом автора и музыканта и продолжает его рассказ о личных переживаниях после вышедших ранее синглов «Rearview Mirror» о потере близких и «Haymaker» о ссоре с братом. Эта песня — об отношениях, у которых нет будущего, но закончить которые у лирического героя не хватает мужества[4].
- Бразильский музыкальный портал «Letras» анализирует песню и отмечает «проникновенный голос и интроспективную лирику Ченса», а также напоминает, что «не всем людям суждено следовать традиционным путем, и иногда принятие реальности — единственный способ двигаться вперед.»[5].
- Музыкальный портал «Uproxx» называет сингл «прекрасно задумчивым» и пишет, что «Ченс демонстрирует вокальный диапазон, наполненный чистыми эмоциями»[6].